# 7 (liczba)
7 (siedem) – liczba naturalna następująca po 6 i poprzedzająca 8. 7 jest też cyfrą wykorzystywaną do zapisu liczb w różnych systemach liczbowych, np. w  ósemkowym, dziesiętnym i szesnastkowym.
7 jest też drugą liczbą Mersenne’a oraz czwartą liczbą pierwszą.

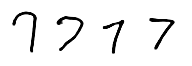
Zapis cyfry 7 zmieniający się w czasie

## Podzielność
W systemie dziesiętnym warunkiem podzielności liczby przez 7 jest to, aby suma jej cyfr mnożonych (od prawej) przez kolejne potęgi liczby 3 (włącznie z potęgą zerową: 30=1) była podzielna przez 7.
| 1757                                        | :                                           | 1·27+7·9+5·3+7·1=112                        |  | 1761                                                 | :                                                    | 1·27+7·9+6·3+1·1=109                                 |
| 112                                         | :                                           | 1·9+1·3+2·1=14                              |  | 109                                                  | :                                                    | 1·9+0·3+9·1=18                                       |
| 14                                          | :                                           | 1·3+4·1=7                                   |  | 18                                                   | :                                                    | 1·3+8·1=11                                           |
|                                             |                                             |                                             |  | 11                                                   | :                                                    | 1·3+1·1=4                                            |
| Liczby 1757, 112 i 14 są podzielne przez 7. | Liczby 1757, 112 i 14 są podzielne przez 7. | Liczby 1757, 112 i 14 są podzielne przez 7. |  | Liczby 1761, 109, 18, 11 i 4 nie dzielą się przez 7. | Liczby 1761, 109, 18, 11 i 4 nie dzielą się przez 7. | Liczby 1761, 109, 18, 11 i 4 nie dzielą się przez 7. |

## Wygląd znaku

Siódemka z poprzeczką

W Polsce i niektórych krajach europejskich do znaku "7" w piśmie odręcznym dodaje się poziomą poprzeczkę (kreskę), dla odróżnienia tego znaku od cyfry jeden.

## 7 w nauce
- liczba atomowa azotu
- obiekt na niebie Messier 7
- galaktyka NGC 7
- planetoida (7) Iris

## 7 w kalendarzu
7. dniem w roku jest 7 stycznia. 7. miesiącem w roku jest lipiec, a 7. dniem tygodnia – sobota lub niedziela – w zależności od przyjętego systemu liczenia.
Zobacz też co wydarzyło się w 7 roku n.e.

## 7 w kulturze
Siódemka występuje licznie w kulturze. Grecy wyliczali siedem cudów świata starożytnego, siedem gwiazd w gwiazdozbiorze Seta, istniało siedem sztuk wyzwolonych, w chrześcijaństwie wyliczano siedem cnót głównych, siedem grzechów głównych i siedem sakramentów, a tydzień podzielono na 7 dni, uważano, iż istnieje także siedem wzgórz Rzymu (w rzeczywistości było ich więcej), iż niebo i piekło podzielone są na 7 sfer (stąd zwrot siódme niebo) itd. W hinduizmie znanych jest siedem matek. Ponadto w astronomii znano do czasów nowożytnych 7 planet.